# Hormona paratiroidal

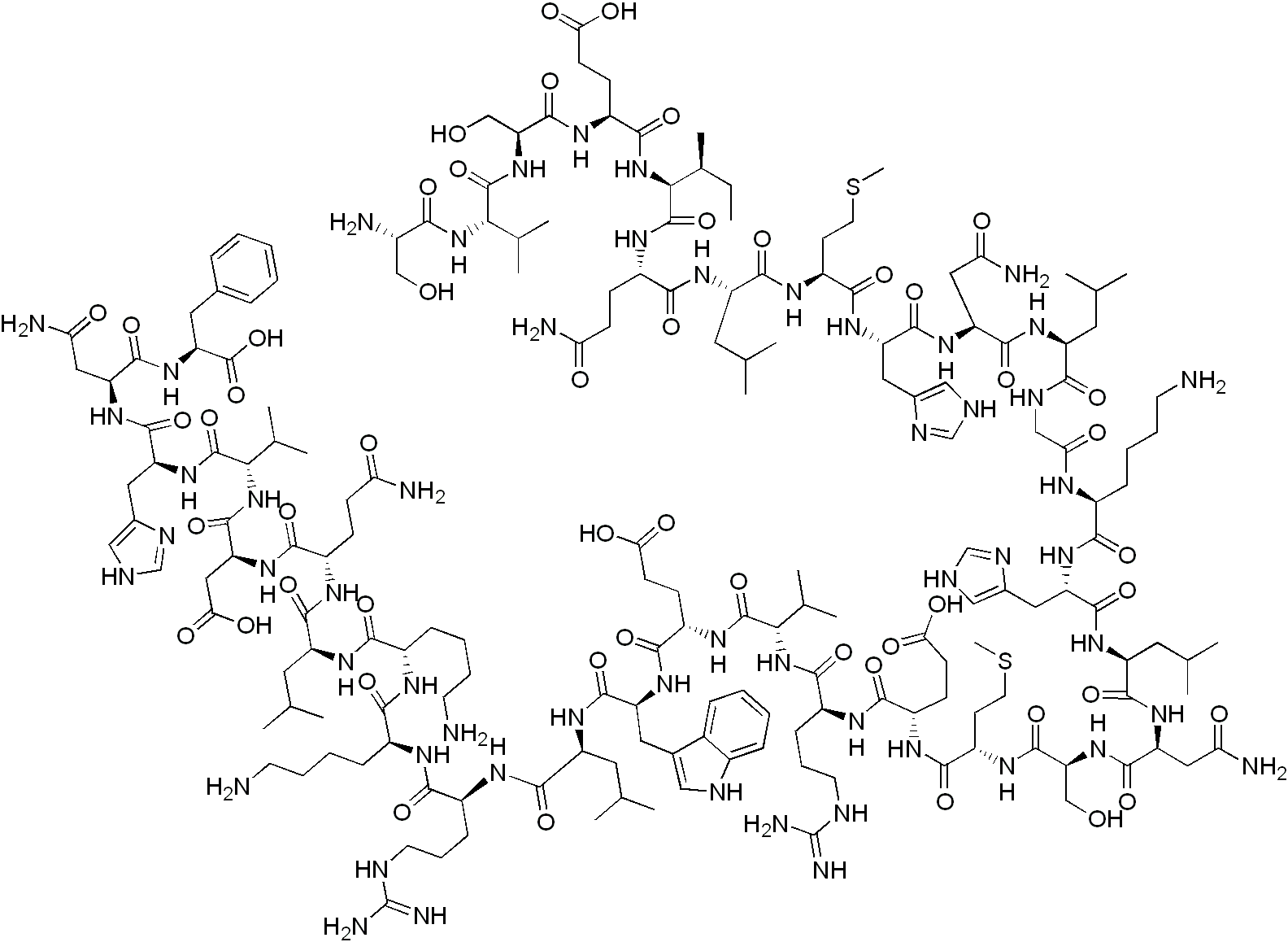
Estructura química de l'hormona paratiroidal (PTH).

L'hormona paratiroidal (PTH), o parathormona, és una hormona polipeptídica secretada per les cèl·lules principals de les glàndules paratiroides, que intervé en la regulació del metabolisme del calci i el fòsfor. La PTH és secretada en resposta a una disminució de la calcèmia iònica del sèrum.
Canvis en els nivells de PTH en circulació estan relacionats amb la presència de trastorns com la hipocalcèmia o la hipercalcèmia.

## Característiques
La PTH és secretada per les glàndules paratiroides en forma de prepro-PTH, un precursor inactiu de 115 aminoàcids. La prepro-PTH s'activa per acció de proteases, donant lloc a la PTH, la forma activa en circulació constituïda per una cadena simple de 84 aminoàcids. Una vegada a la sang, la PTH pot patir l'acció d'altres proteases que donen lloc a formes truncades no actives de l'hormona. Els immunoassajos permeten únicament la detecció de les formes actives de PTH, aquelles que contenen els 33 o 34 aminoàcids de la regió terminal de la molècula.
El magnesi és un important regulador de l'activitat de la PTH; una situació d'hipomagnesèmia pot reduir els nivells de PTH circulants. La vida mitjana de la PTH és d'aproximadament 4 minuts i té una massa molecular d'uns 11,5 kDa.

## Funció

Les glàndules paratiroides alliberen PTH, que manté els nivells de calci en homeostasi.

La PTH és una hormona que regula la calcèmia, incrementant la concentració de calci iònic al fluid extracel·lular. La seva acció perifèrica depèn de la unió de l'hormona a receptors de l'hormona paratiroïdal (receptors transmembrana GPCR). El complex hormona - receptor és el que desencadena la resposta. Entre els teixits sobre els quals actua la PTH hi ha: 
- Os: la unió PTH - receptor provoca la fusió de preosteoclasts, que donen lloc a osteoclasts actius. Els osteoclasts són estructures cel·lulars encarregades de promoure la degradació òssia. Per tant, quan els nivells de calci disminueixen, l'alliberació de PTH estimula la resorció osteoclàstica o desmineralització de l'os per tal de recuperar i incrementar els nivells de calci i fosfat cap a la sang.
- Ronyó: l'acció de la PTH incrementa la reabsorció de calci al túbul proximal renal i promou l'eliminació de fosfats a través de l'orina (fosfatúria). Addicionalment, afavoreix l'activació de la vitamina D a calcitriol (forma activa de la vitamina D). El calcitriol o vitamina D3 inhibeixen la secreció de PTH.
- Intestí (enteròcit): augmenta l'absorció de calci de la dieta.

La PTH té un efecte contrari a l'hormona calcitonina o CT, que se secreta en resposta a una situació d'hipercalcèmia o d'increment dels nivells de calci iònic. La CT és una hormona produïda per les cèl·lules parafol·liculars (cèl·lules C) de la glàndula tiroide que inhibeix la resorció osteoclàstica.